# Чёрная Борода
Э́двард Тич (англ. Edward Teach) по прозвищу Чёрная Борода́ (англ. Blackbeard; около 1680, Бристоль, Королевство Англия — 22 ноября 1718 года, о. Окракок, Северная Каролина, Британская Америка) — английский пират, действовавший в Вест-Индии и на восточном побережье североамериканских колоний Великобритании. О его ранней жизни известно немного, но, возможно, во время войны королевы Анны он был матросом на каперских судах, прежде чем поселился на багамском острове Нью-Провиденс. На этом острове базировался капитан Бенджамин Хорниголд, в команду которого Тич вступил около 1716 года. Хорниголд поставил его командовать захваченным им шлюпом, и они вдвоём участвовали в многочисленных пиратских актах. К их флоту добавилось ещё два судна, одним из которых командовал Стид Боннет, но в конце 1717 года Хорниголд отошёл от пиратства, забрав с собой два судна.
Тич захватил французский невольничий корабль «Конкорд», переименовал его в «Месть королевы Анны», оснастил 40 пушками и укомплектовал командой из более чем 300 человек. Он стал известным пиратом, его прозвище произошло от его густой чёрной бороды и устрашающего вида; по слухам, он привязывал зажжённые фитили под шляпу, чтобы пугать своих врагов. Тич основал пиратский альянс и блокировал порт Чарльз-Таун в Южной Каролине. Затем он случайно посадил «Месть королевы Анны» на мель на песчаной отмели недалеко от Бофорта, Северная Каролина. Тич расстался с Боннетом и поселился в Бате, Северная Каролина, также известном как Бат-Таун, где принял королевское помилование. Однако вскоре он вернулся пиратствовать в море на шлюпе «Приключение», что не осталось без внимания Александра Спотсвуда, губернатора колонии Виргиния. Спотсвуд снарядил группу солдат и матросов для поимки пирата. 22 ноября 1718 года Эдвард Тич был убит небольшим отрядом моряков под командованием лейтенанта Роберта Мэйнарда.
Непродолжительная, но яркая карьера Эдварда Тича оставила неизгладимый след в истории пиратства. Хотя его активная пиратская деятельность длилась всего около двух лет (1716—1718), за это время он успел создать репутацию одного из самых устрашающих морских разбойников своего времени. Несмотря на зловещий образ, подкрепляемый горящими фитилями в бороде и угрожающим внешним видом, достоверных сведений о том, что Тич когда-либо убивал своих пленников, не существует. После смерти пирата его фигура стала источником многочисленных легенд и мифов, в том числе о спрятанных сокровищах. Образ Чёрной Бороды, благодаря книге Чарльза Джонсона «Всеобщая история грабежей и смертоубийств, учинённых самыми знаменитыми пиратами» (1724), прочно вошёл в мировую культуру, став прототипом для множества пиратских персонажей в литературе, кинематографе и других видах искусства.

## Ранние годы
О ранней жизни Чёрной Бороды известно немного. Принято считать, что на момент смерти ему было от 35 до 40 лет, и, следовательно, он родился примерно в 1680 году. В современных записях его имя чаще всего указывается как Чёрная Борода (англ. Blackbeard), Эдвард Тэтч (англ. Thatch) или Эдвард Тич (англ. Teach); наиболее употребителен последний вариант. Существует несколько вариантов написания его фамилии на английском — Thatch, Thach, Thache, Thack, Tack, Thatche и Theach. Один из ранних источников утверждает, что его фамилия была Драммонд, но отсутствие каких-либо подтверждающих документов делает это предположение маловероятным. Пираты обычно использовали вымышленные фамилии, когда занимались пиратством, чтобы не запятнать фамилию, и потому маловероятно, что настоящее имя Тича когда-либо будет известно.
Рост американских колоний Великобритании в XVII веке и стремительное развитие атлантической работорговли в XVIII веке превратили Бристоль в важный международный морской порт, и Тич, скорее всего, вырос в этом втором по величине городе Англии. Он почти наверняка умел читать и писать; он общался с купцами, а когда его убили, в его собственности было письмо, адресованное ему главным судьёй и секретарём провинции Каролина Тобиасом Найтом. Согласно предположению Роберта Эрла Ли, Эдвард Тич родился в богатой представительной семье. Возможно, он прибыл в бассейн Карибского моря в последние годы XVII века на торговом судне или невольничьем корабле. Современник Тича, некто капитан Чарльз Джонсон, утверждает, что Чёрная Борода был матросом на каперском корабле на Ямайке во время Войны королевы Анны и «не раз проявил свою необычайную смелость и личное мужество». Точно не установлено, в какой момент Тич вступил в боевые действия.

## Пират

### Нью-Провиденс

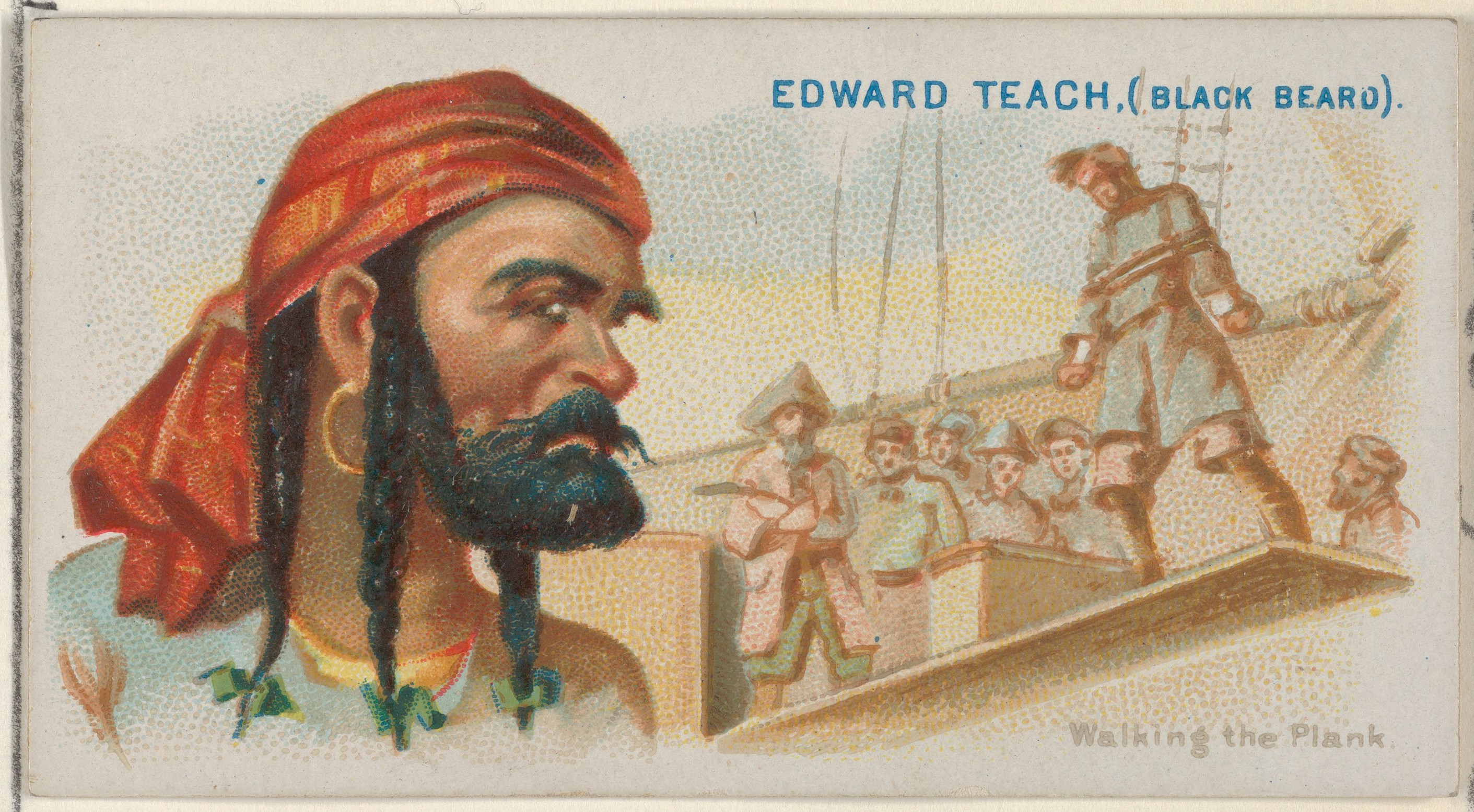
Эдвард Тич (Чёрная Борода), сигаретная карточка «Прогулка по доске» из серии «Пираты Испании» (N19) от Allen & Ginter

Вест-Индия с её историей колониализма, торговли и пиратства стала местом многих морских инцидентов XVII и XVIII веков. В начале XVIII века обернувшийся пиратом капер Генри Дженнингс и его последователи решили использовать остров Нью-Провиденс в качестве базы для своих операций; он находился в непосредственной близости от Флоридского пролива и его оживлённых судоходных путей, которые были заполнены европейскими судами, пересекавшими Атлантику. Гавань Нью-Провиденса легко вмещала сотни кораблей, но была слишком мелкой для больших судов Королевского флота. Писатель Джордж Вудбери писал о Нью-Провиденсе: «это не город с домами; это было место временного пребывания и освежения для буквально плавающего населения», продолжая: «Единственными постоянными жителями были последователи пиратского лагеря, торговцы и прихлебатели; все остальные были проезжими». В Нью-Провиденсе пираты находили защиту от закона.
Тич был одним из тех, кто пользовался благами острова. Вероятно, он перебрался туда с Ямайки вскоре после подписания Утрехтского договора и, как и большинство каперов, участвовавших в войне, занялся пиратством. Возможно, около 1716 года он присоединился к команде капитана Бенджамина Хорниголда, известного пирата, который действовал из безопасных вод Нью-Провиденса. В 1716 году Хорниголд поручил Тичу управление шлюпом, который он захватил в качестве трофея. В начале 1717 года Хорниголд и Тич, каждый из которых командовал своим шлюпом, отправились к материку. Они захватили судно, перевозившее 120 бочек муки из Гаваны, а вскоре после этого взяли 100 бочек вина со шлюпа с Бермудских островов. Через несколько дней они остановили судно, шедшее из Мадейры в Чарльз-Таун, Южная Каролина. Предполагается, что в это время Тич и его квартирмейстер Уильям Говард с трудом управляли своей командой. К тому времени у них, вероятно, появился вкус к вину из Мадейры, и 29 сентября у мыса Чарльз они забрали с судна «Бетти» только груз мадеры, а затем затопили судно с оставшимся грузом.
Именно во время этого плавания с Хорниголдом было сделано самое раннее известное сообщение о Тиче, в котором он записан как самостоятельный пират, командующий большой командой. В отчёте, составленном капитаном Мэтью Мунте во время антипиратского патрулирования побережья Северной Каролины, «Тэтч» был описан командующим «шлюпом с 6 пушками и около 70 человек». В сентябре Тич и Хорниголд столкнулись со Стидом Боннетом, землевладельцем и военным офицером из богатой семьи, который в начале того же года занялся пиратством. Команда Боннета, насчитывавшая около 70 человек, была недовольна его командованием, поэтому с разрешения Боннета Тич взял под свой контроль его корабль «Месть» (англ. Revenge). Теперь флотилия пиратов состояла из трёх судов: «Месть» Тича, старый шлюп Тича и «Рейнджер» (англ. Ranger) Хорниголда. К октябрю было захвачено ещё одно судно, которое пополнило маленькую флотилию. 22 октября 1717 года пираты остановили шлюпы «Роберт» (англ. Robert) из Филадельфии и «Доброе Намерение» (англ. Good Intent) из Дублина и забрали весь груз.
Как бывший британский капер, Хорниголд нападал только на своих старых врагов, но его команду слишком раздражали проходившие мимо невредимыми британские суда с ценным грузом. Это привело к тому, что к концу 1717 года Хорниголд был отстранён от командования. Участвовал ли Тич в этом решении, неизвестно, но Хорниголд быстро отошёл от пиратства. Он забрал «Рейнджер» и один из шлюпов, оставив Тичу «Месть» и другой шлюп. Они больше никогда не встречались, и, как и многие другие обитатели Нью-Провиденса, Хорниголд принял королевское помилование.

### Чёрная Борода

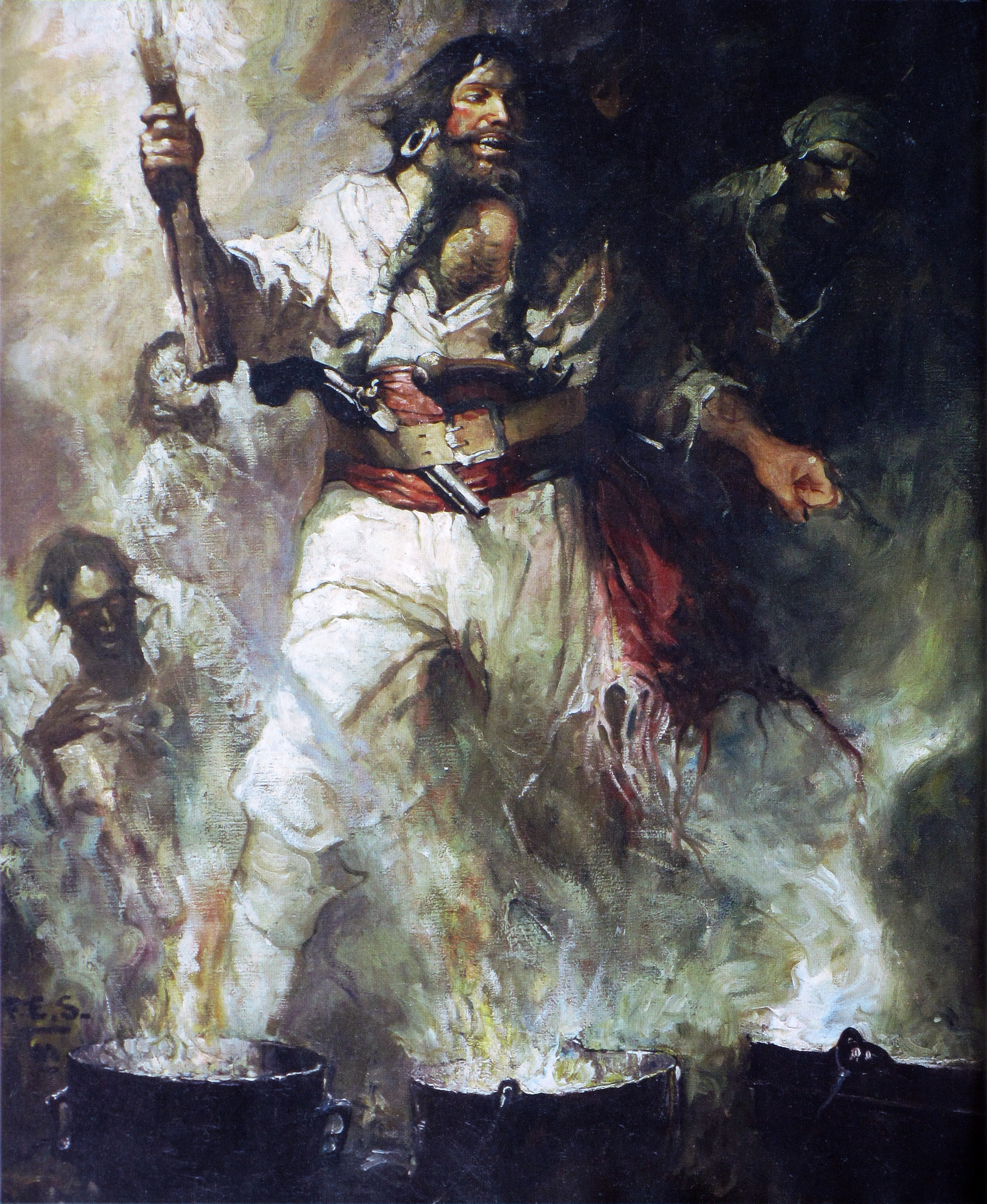
Чёрная Борода в дыму и пламени, Фрэнк Шуновер, 1922

28 ноября 1717 года два корабля Тича атаковали французское торговое судно у берегов острова Сент-Винсент. Каждый из них произвёл по бортовому залпу через фальшборт, убив несколько членов экипажа и вынудив капитана сдаться. Этим кораблём был «Конкорд» (фр. La Concorde), большой французский невольничий корабль, зарегистрированный в Сен-Мало и перевозивший груз рабов. Первоначально «Конкорд» был английским торговым судном, захваченным в 1711 году французской эскадрой, которое затем несколько раз переходило из рук в руки до 1717 года. Тич и его команда провели судно на юг вдоль Сент-Винсента и Гренадин до острова Бекия, где высадили команду и груз и переоборудовали судно для собственного использования. Экипаж «Конкорда» получил меньший из двух шлюпов Тича, который был переименован в «Плохую Встречу» (фр. Mauvaise Rencontre), и отплыл на Мартинику. Возможно, Тич завербовал некоторых из их рабов, но остальные остались на острове и позже были захвачены вернувшимся экипажем «Плохой Встречи».
Тич немедленно переименовал «Конкорд» в «Месть королевы Анны» (англ. Queen Anne’s Revenge) и оснастил судно 40 орудиями. К этому времени Тич назначил своего лейтенанта Ричардса командиром «Мести» Боннета. В конце ноября вблизи Сент-Винсента он атаковал корабль «Грейт Аллен» (англ. Great Allen). После продолжительного боя он вынудил крупное и хорошо вооружённое торговое судно сдаться. Тич приказал кораблю приблизиться к берегу, высадил команду и опустошил трюмы, а затем сжёг и потопил судно. Этот инцидент был описан в газете «Boston News-Letter», которая назвала Тича командиром «французского корабля с 32 пушками, бригантины с 10 пушками и шлюпа с 12 пушками». Неизвестно, когда и где Тич завладел десятипушечной бригантиной, но к тому времени он мог командовать по меньшей мере 150 людьми, распределёнными между тремя судами.
5 декабря 1717 года Тич остановил торговый шлюп «Маргарет» у побережья острова Краб, недалеко от Ангильи. Её капитан, Генри Босток, и команда оставались пленниками Тича около восьми часов и были вынуждены наблюдать за тем, как грабят их шлюп. Босток, который находился на борту «Мести королевы Анны», был возвращён невредимым на «Маргарет», и ему разрешили уйти со своей командой. Он вернулся на свою оперативную базу на острове Сент-Кристофер и доложил об этом губернатору Уолтеру Гамильтону, который попросил его подписать показания под присягой об этой встрече. В показаниях Бостока подробно описано, что Тич командовал двумя судами: шлюпом и большим французским кораблём, построенным в Голландии, с 36 пушками и командой из 300 человек. Капитан считал, что на более крупном судне находились ценные золотые пески, серебряные тарелки и «очень красивый кубок», якобы взятый у капитана «Грейт Аллена». Команда Тича, предположительно, сообщила Бостоку, что они уничтожили несколько других судов, и что они намеревались плыть на Эспаньолу и ждать ожидаемую испанскую армаду, якобы гружёную деньгами для жалованья гарнизонам. Босток также утверждал, что Тич расспрашивал его о передвижениях местных кораблей, а также, что тот не удивился, когда Босток рассказал ему об ожидаемом королевском помиловании из Лондона для всех пиратов.
Так наш Герой, капитан Тич, получил прозвище Чёрная Борода, от того большого количества волос, которые, как страшный метеор, покрывали все его лицо и пугали Америку больше, чем любая комета, которая появлялась там долгое время. Эта борода была чёрной, и он старался, чтобы она росла непомерно длинной; что касается ширины, то она доходила ему до глаз; он имел обыкновение скручивать её лентами в маленькие хвостики, на манер наших рамилиевых париков, и закручивать их вокруг ушей.
В показаниях Бостока Тич описывается как «высокий плотный мужчина с очень чёрной бородой, которую он носил очень длинной». Это первое записанное описание внешности Тича, которое послужило источником его прозвища «Чёрная Борода». В более поздних описаниях упоминается, что его густая чёрная борода была заплетена в косички, иногда перевязанные маленькими цветными ленточками. Чарльз Джонсон описывал его как «такую фигуру, что воображение не может придумать ярости из ада более страшного вида». Было ли описание Джонсона полностью правдивым или приукрашенным, неизвестно, но считается, что Тич понимал значение внешности: лучше поразить страхом сердца своих врагов, чем полагаться на одну лишь болтовню.
Тич был высоким и широкоплечим. Он носил сапоги длиной до колена и тёмную одежду, увенчанную широкополой шляпой и иногда длинным плащом из ярко окрашенного шёлка или бархата. Джонсон также писал, что во время битвы Тич носил «перевязь через плечо, три пистолета, висевшие в кобурах, как бандольеры, и зажжённые фитили под шляпой». Горящие фитили дополняли устрашающий вид, в котором он хотел предстать перед своими врагами. Однако, несмотря на его свирепую репутацию, нет подтверждённых сведений о том, что он когда-либо убивал или причинял вред тем, кого держал в плену. Тич мог использовать и другие псевдонимы; 30 ноября «Монсерратский Купец» (англ. Monserrat Merchant) столкнулся с двумя кораблями и шлюпом, которыми командовали капитан Кентиш и капитан Эдвардс (последний — известный псевдоним Стида Боннета).

### Увеличение флота Тича
Передвижения Тича в период с конца 1717 по начало 1718 года неизвестны. Вероятно, он и Боннет были ответственны за нападение у острова Синт-Эстатиус в декабре 1717 года. Генри Босток утверждал, что слышал, как пираты говорили, что направятся к контролируемой испанцами бухте Самана на Эспаньоле, но беглый поиск не выявил никакой пиратской активности. Капитан Хьюм с корабля «Скарборо» (англ. HMS Scarborough) сообщил 6 февраля о том, что «пиратский корабль с 36 пушками и 250 людьми и шлюп с 10 пушками и 100 людьми, как говорят, курсируют среди Подветренных островов». Хьюм усилил свою команду вооружёнными мушкетами солдатами и объединился с «Сифордом», чтобы выследить два корабля, но безрезультатно. Несмотря на это, они обнаружили, что эти два пиратских корабля потопили французское судно у острова Сент-Кристофер, а также сообщили, что в последний раз их видели «уходящими вниз по северной стороне острова Эспаньола». Хотя нет подтверждения тому, что эти два корабля командовались Тичем и Боннетом, писатель Ангус Констам считает, что это вполне вероятно.
В марте 1718 года во время набора пресной воды у атолла Тернефф к востоку от Белиза оба корабля заметили ямайский шлюп «Приключение» (англ. Adventure), направлявшийся в гавань. Его остановили, а капитана, Дэвида Хэрриота, пригласили присоединиться к пиратам. Хэрриот и его команда приняли приглашение, и Тич отправил команду на «Приключение», сделав Израэля Хэндса капитаном. Они отплыли в Гондурасский залив, где к их флотилии добавился ещё один корабль и четыре шлюпа. 9 апреля увеличившаяся флотилия кораблей Тича разграбила и сожгла «Протестантский Цезарь» (англ. Protestant Caesar). Затем его флот отправился к Большому Кайману, где захватил небольшое судно для ловли черепах. Тич, вероятно, поплыл к Гаване, где, возможно, захватил небольшое испанское судно, вышедшее из кубинского порта. Затем они поплыли к затонувшим кораблям испанского флота 1715 года у восточного побережья Флориды. Там Тич высадил команду захваченного испанского шлюпа, а затем направился на север к порту Чарльз-Таун в Южной Каролине, атаковав по пути три судна.

### Блокада Чарльз-Тауна
К маю 1718 года Тич присвоил себе звание коммодора и находился в зените своего могущества. В конце того же месяца его флотилия встала на якорь у входа в гавань Чарльз-Тауна в провинции Южная Каролина и установила блокаду. Все суда, пытавшиеся пройти отмель при входе в порт или выходе из него, захватывались пиратами, а поскольку в городе не было сторожевого корабля, его лоцманское судно было захвачено первым. За ним последовало крупное судно «Кроули» под командованием капитана Роберта Кларка, направлявшееся в Лондон с группой видных жителей Чарльз-Тауна. Таким образом, за пять-шесть дней было захвачено 8—9 кораблей. Пассажиров и экипажи допрашивали о судах, которые ещё оставались в порту, их грузах и планах отплытия, а затем заперли под палубой примерно на полдня. Среди пленников оказался Сэмюэл Рагг, член Совета провинции Каролина, и его четырёхлетний сын Уильям. Тич сообщил пленникам, что его флоту требуются медикаменты от колониального правительства Южной Каролины, и что если их не будет, все пленники будут казнены, их головы отправлены губернатору Роберту Джонсону, а все захваченные корабли сожжены.
Рагг согласился на требования Тича, и мистеру Марксу и двум пиратам было дано два дня на сбор медикаментов. Тич переместил свой флот и захваченные корабли на расстояние примерно пяти-шести лиг от суши. Через три дня гонец, посланный Марксом, вернулся к флоту; лодка Маркса опрокинулась и задержала их прибытие в Чарльз-Таун. Тич дал отсрочку на два дня, но партия все ещё не возвращалась. Тогда он созвал собрание своих товарищей-моряков и ввёл в гавань восемь кораблей, вызвав панику в городе. Когда Маркс наконец вернулся к флоту, он объяснил, что произошло. По прибытии он изложил губернатору требования пиратов, и медикаменты были быстро собраны, но двух пиратов, посланных сопровождать его, оказалось трудно найти; они были заняты выпивкой с друзьями и в конце концов были обнаружены пьяными.
Тич выполнил свою часть сделки и отпустил захваченные корабли и своих пленников, хотя и лишил их ценностей, включая дорогие одежды, которые были на некоторых из них.

### Залив Бофорт

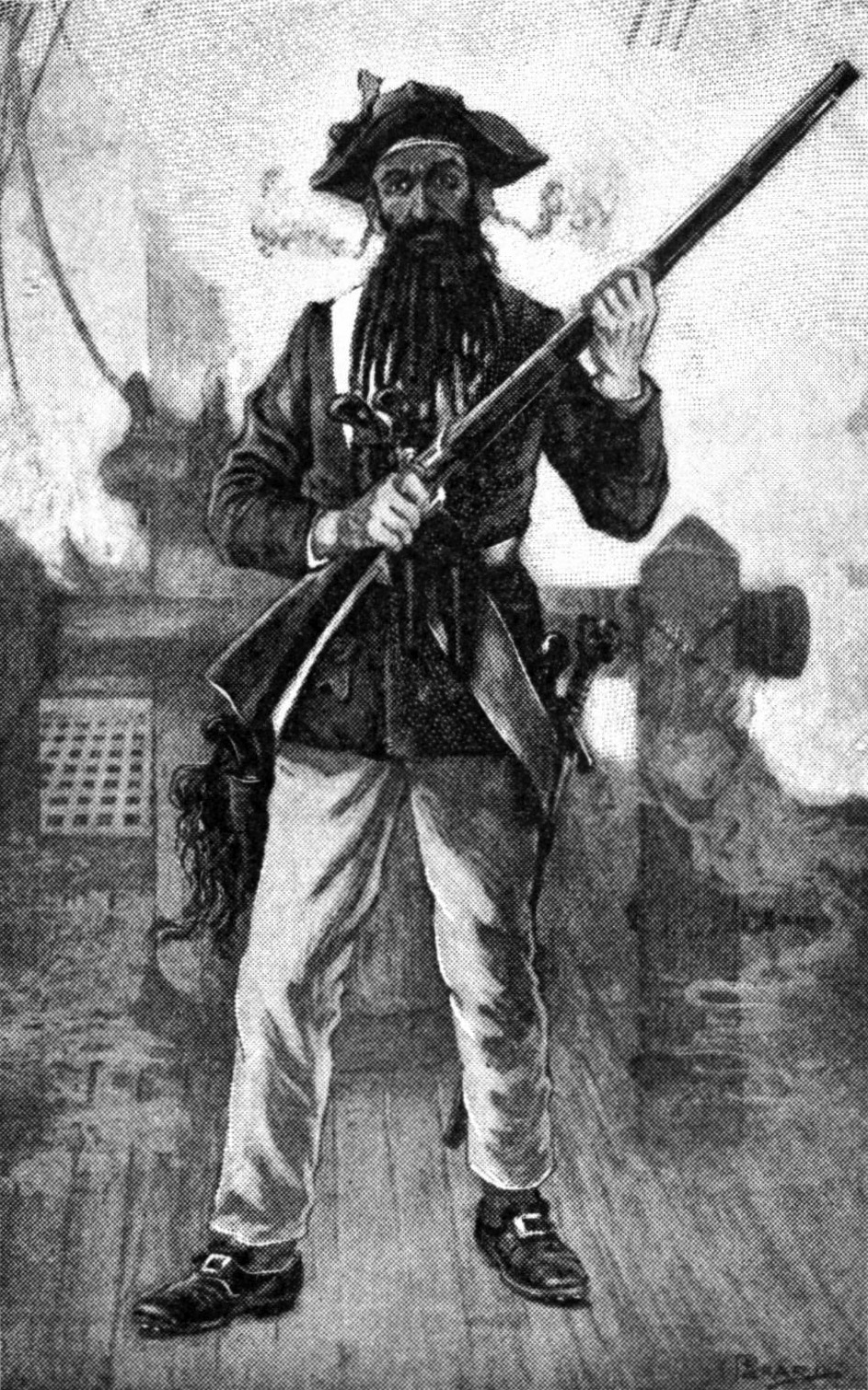
Чёрная Борода с ружьём, неизвестный художник, 1895

Находясь в Чарльз-Тауне, Тич узнал, что Вудс Роджерс получил приказ очистить Вест-Индию от пиратов и покинул Англию с несколькими мановарами. Флотилия Тича поплыла на север вдоль Атлантического побережья и вошла в бухту Топсейл (широко известную как залив Бофорт) у побережья Северной Каролины. Там они намеревались прокилевать корабли, чтобы почистить их корпуса, но 10 июня 1718 года «Месть королевы Анны» села на мель на песчаной отмели, сломав грот-мачту и сильно повредив многие деревянные брусья. Тич приказал нескольким шлюпам перекинуть канаты через флагманский корабль в попытке освободить его. Шлюп «Приключение» под командованием Израэля Хэндса также сел на мель, и оба судна оказались повреждены так, что ремонт был невозможен. Целыми остались только «Месть» и захваченный испанский шлюп.

### Помилование
На каком-то этапе Тич узнал о предложении королевского помилования и, вероятно, сообщил Боннету о своей готовности принять его. Помилование было открыто для всех пиратов, сдавшихся не позднее 5 сентября 1718 года, но содержало оговорку, согласно которой иммунитет предоставлялся только в отношении преступлений, совершённых до 5 января. Хотя теоретически это оставляло Боннета и Тича под угрозой повешения за их действия в порту Чарльз-Тауна, большинство властей могли отступиться от таких условий. Тич считал, что губернатор Чарльз Иден — человек, которому можно доверять, но чтобы убедиться в этом, он решил посмотреть, что произойдёт с другим капитаном.
После затопления «Мести королевы Анны» Боннет оставил свой шлюп «Месть» и немедленно отправился на небольшом парусном судне в город Бат, где сдался губернатору Идену и получил помилование. Затем он вернулся в залив Бофорт, чтобы забрать «Месть» и остатки своей команды, намереваясь отплыть на остров Сент-Томас, чтобы получить каперский патент. К несчастью для него, Тич лишил судно ценностей и провизии, а команду высадил на берег; Боннет отправился мстить, но не смог его найти. Он и его команда вернулись к пиратству и были схвачены 27 сентября 1718 года в устье реки Кейп-Фир. Всех, кроме четверых, судили и повесили в Чарльз-Тауне.
Писатель Роберт Ли предположил, что Тич и Хэндс намеренно посадили корабли на мель, чтобы уменьшить численность команды флота и увеличить свою долю добычи. Во время суда над командой Боннета боцман «Мести» Игнатиус Пелл свидетельствовал, что «корабль был выброшен на берег и потерян, что и сделал Тэтч». Ли считает правдоподобным, что Тич посвятил Боннета в свой план принять помилование от губернатора Идена. Он предложил Боннету сделать то же самое, а поскольку нависла угроза войны между Четверным альянсом и Испанией, рассмотреть возможность получения каперского патента от Англии. Ли предполагает, что Тич также предложил Боннету вернуть ему его корабль «Месть». Писатель Ангус Констам высказывает схожую мысль, объясняя, что Тич начал рассматривать «Месть королевы Анны» как некую обузу; пока пиратский флот стоял на якоре, новости об этом рассылались в соседние города и колонии, и любые суда поблизости могли задержать отплытие. Поэтому для Тича было разумно не задерживаться надолго, хотя уничтожение корабля было несколько крайней мерой.

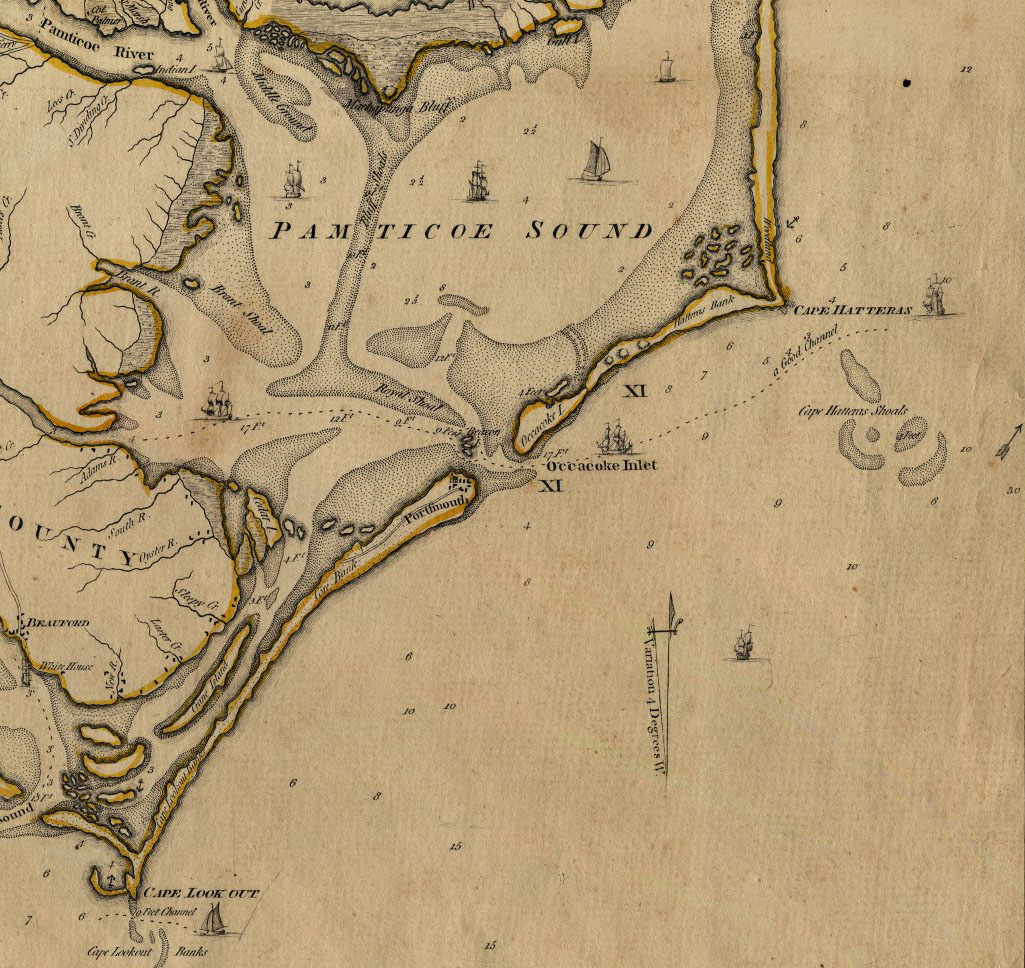
Окракок (пролив), база Тича, на карте 1775 года.

Перед отплытием на своём оставшемся шлюпе на север, к заливу Окракок, Тич высадил около 25 человек на небольшом песчаном островке в лиге от материка. Возможно, он сделал это, чтобы подавить любой их протест, если они догадаются о планах своего капитана. Боннет спас их через два дня. Тич продолжил путь в Бат, где в июне 1718 года — всего через несколько дней после отплытия Боннета — он и его значительно уменьшившаяся команда получили помилование от губернатора Идена.
Он поселился в Бате, на восточной стороне Бат-Крика у Плам-Пойнта, недалеко от дома Идена. В течение июля и августа он перемещался между своей базой в городе и шлюпом у острова Окракок. В рассказе Джонсона говорится, что он женился на дочери владельца местной плантации, хотя никаких подтверждений этому нет. Иден дал Тичу разрешение отплыть в Сент-Томас, чтобы получить патент на работу капером, и Тич получил официальное право на свой оставшийся шлюп, который он переименовал в «Приключение». К концу августа он вернулся к пиратству, и в том же месяце губернатор Пенсильвании Уильям Кит выдал ордер на его арест, но к тому времени Тич, вероятно, действовал в заливе Делавэр. Он захватил два французских корабля, выходивших из Карибского моря, пересадил команду одного из них на другой, а оставшийся корабль отправил обратно в Окракок. Тич вернулся в Северную Каролину, куда привёл с собой захваченный французский шлюп с грузом сахара. В сентябре он сообщил Идену, что нашёл французский корабль покинутым в море. Быстро был созван вице-адмиралтейский суд под председательством Тобиаса Найта и таможенного инспектора. Корабль был признан бесхозным, найденным в море, и из его груза двадцать хогсхедов сахара были присуждены Найту, а шестьдесят — Идену; Тич и его команда получили то, что осталось в трюме судна. Тич снова стал жить в Северной Каролине на положении гражданина и коммерсанта.
Историк Милтон Реди писал, что отношения Тича и Идена показывают, насколько слабо контролировали колонию Лорды-собственники, и насколько слаба была администрация колонии. В распоряжении губернатора не было ни флота, ни армии, и только переговорами он мог как-то защитить себя от Тича и его небольшого отряда. Соседние колонии смотрели на Северную Каролину как на остров беззакония и коррупции, и её жители в их понимании мало чем отличались от самих пиратов. На беспомощное положение колонии обратили внимание в Лондоне, и это стало одной из причин, по которой королевская администрация решила покончить с правлением лордов-собственников.

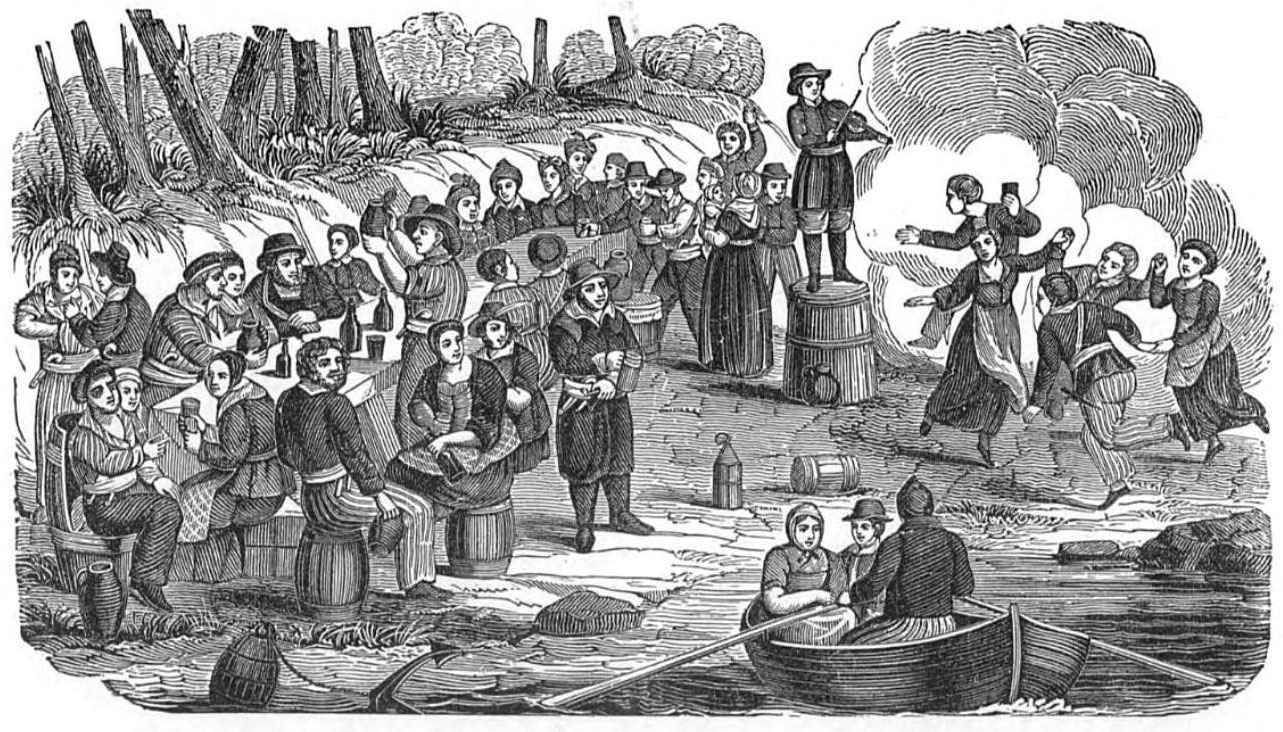
Встреча Эдварда Тича и Чарльза Вейна в представлении художника, 1837

Залив Окракок был излюбленным местом стоянки Тича. Это была идеальная точка обзора, с которой можно было наблюдать за кораблями, курсирующими между различными поселениями северо-восточной Каролины, и именно оттуда Тич впервые заметил приближающийся корабль Чарльза Вейна, другого английского пирата. За несколько месяцев до этого Вейн отказался от помилования, предложенного Вудсом Роджерсом, и сбежал от военных моряков, которых английский капитан привёл с собой в Нассау. Его также преследовал старый командир Тича, Бенджамин Хорниголд, который к тому времени стал охотником за пиратами. Тич и Вейн провели несколько ночей на южной оконечности острова Окракок в сопровождении таких личностей, как Израэль Хэндс, Роберт Дил и Калико Джек.

### Александр Спотсвуд
Когда новость об импровизированной вечеринке Тича и Вейна распространилась по соседним колониям, губернатор Пенсильвании встревожился настолько, что послал два шлюпа для поимки пиратов. Они не имели успеха, но появление Тича в колонии также не понравилось северокаролинским коммерсантам и плантаторам, которые объединились против него под руководством личных врагов губернатора, Эдварда Мозли и Мориса Мура. Они обратились с просьбой о вмешательстве к Александру Спотсвуду, губернатору Виргинии. Спотсвуд был также обеспокоен тем, что якобы ушедший в отставку вольный разбойник и его команда жили в соседней Северной Каролине. Некоторые из бывших членов команды Тича уже поселились в нескольких виргинских портовых городах, что побудило Спотсвуда 10 июля издать прокламацию, требующую, чтобы все бывшие пираты заявили о себе властям, сдали оружие и не путешествовали группами более трёх человек. Будучи главой коронной колонии, Спотсвуд относился к проприетарной колонии Северной Каролины с презрением; он не верил в способность каролинцев контролировать пиратов, которые, как он подозревал, вернутся к своим прежним занятиям, как только у них закончатся деньги.

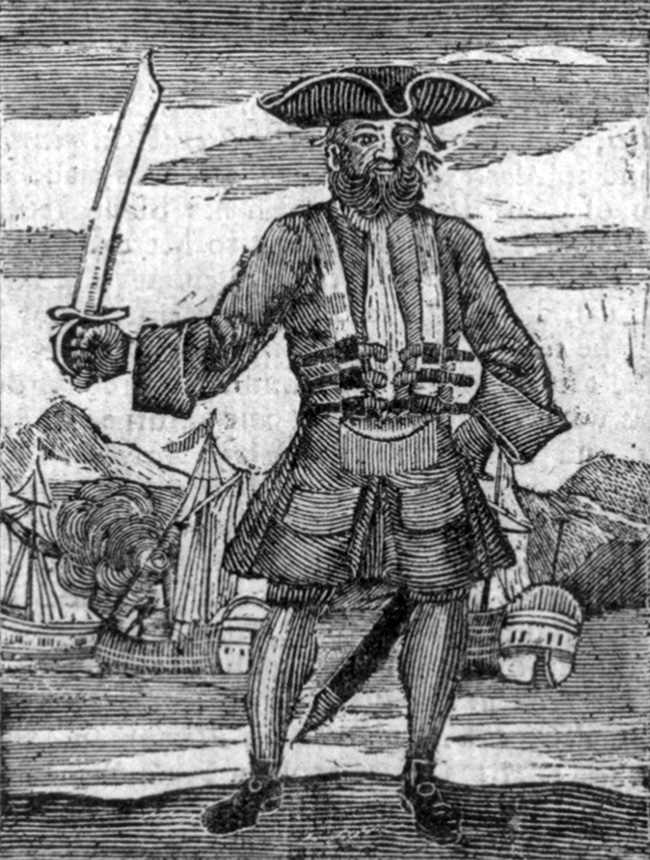
Чёрная Борода, из книги капитана Чарльза Джонсона «Всеобщая история грабежей и смертоубийств, учинённых самыми знаменитыми пиратами» (Лондон, 1725)

Спотсвуд узнал, что Уильям Говард, бывший квартирмейстер корабля «Месть королевы Анны», находится в этом районе, и, полагая, что он может знать о местонахождении Тича, арестовал его и двух его рабов. У Спотсвуда не было законных полномочий судить пиратов, и в результате адвокат Говарда, Джон Холлоуэй, выдвинул обвинения против капитана Бранда с судна «Лайм» (англ. HMS Lyme), где Говард был заключён в тюрьму. Он также подал иск от имени Говарда на возмещение ущерба в размере 500 фунтов стерлингов, заявив о неправомерном аресте.
Совет Спотсвуда утверждал, что согласно статуту Вильгельма III губернатор имел право в кризисные времена судить пиратов без присяжных, и что присутствие Тича как раз и было кризисом. Обвинения против Говарда касались нескольких актов пиратства, якобы совершённых после истечения срока помилования, на «шлюпе, принадлежащем подданным короля Испании», но игнорировался тот факт, что они произошли вне юрисдикции Спотсвуда и на судне, которое в то время принадлежало ему на законных основаниях. В другом обвинении приводились два нападения, одним из которых был захват невольничьего судна у берегов Чарльз-Таун-Бар, с которого, предположительно, прибыл один из рабов Говарда. Говард был отправлен ожидать заседания суда вице-адмиралтейства по обвинению в пиратстве, но Бранд и его коллега, капитан Гордон (с корабля «Жемчужина», англ. HMS Pearl), отказались предстать перед судом в присутствии Холлоуэя. В ярости Холлоуэю ничего не оставалось, как отстраниться от исполнения своих обязанностей, и его заменил генеральный прокурор Виргинии Джон Клейтон, которого Спотсвуд назвал «более честным человеком [чем Холлоуэй]». Говард был признан виновным и приговорён к повешению, но его спасло распоряжение из Лондона, которое предписывало Спотсвуду не наказывать за акты пиратства, совершённые сдавшимися пиратами до 18 августа 1718 года.
Спотсвуд получил от Говарда ценную информацию о местонахождении Тича и планировал отправить свои войска через границу в Северную Каролину, чтобы захватить его. Он заручился поддержкой двух людей, стремившихся дискредитировать губернатора Северной Каролины — Эдварда Мозли и полковника Мориса Мура. Он также написал в Совет по торговле, предположив, что корона может получить финансовую выгоду от поимки Тича. Спотсвуд лично финансировал операцию, возможно, полагая, что у Тича спрятаны сказочные сокровища. Он приказал капитанам Гордону и Бранду с кораблей «Жемчужина» и «Лайм» отправиться по суше в Бат. Лейтенант Роберт Мэйнард с корабля «Жемчужина» получил в командование два арендованных шлюпа, которые должны были подойти к городу с моря. Дополнительным стимулом для захвата Тича стало предложение награды от Ассамблеи Виргинии, сверх того, что можно было получить от короны.
Мэйнард 17 ноября принял командование двумя вооружёнными шлюпами. Ему было выделено 57 человек — 33 с «Жемчужины» и 24 с «Лайма». Мэйнард и отряд с «Жемчужины» взяли более крупное из двух судов и назвали его «Джейн»; остальные взяли «Рейнджер», которым командовал один из офицеров Мэйнарда, мистер Хайд. На борту также остались несколько человек из гражданских команд этих двух кораблей. 17 ноября они отплыли из Кекоутана, вдоль реки Джеймс. Два шлюпа двигались медленно, что дало время силам Бранда достичь Бата. Спустя шесть дней Бранд достиг Северной Каролины и 23 ноября очутился в трёх милях от Бата. В составе отряда Бранда было несколько северокаролинцев, включая полковника Мура и капитана Иеремию Вейла, посланных для противодействия любым возражениям местных жителей против присутствия иностранных солдат. Мур отправился в город, чтобы узнать, на месте ли Тич, и доложил, что его нет, но что его ожидают «каждую минуту». Затем Бранд отправился в дом губернатора Идена и сообщил ему о своей цели. На следующий день Бранд отправил два каноэ вниз по реке Памлико к заливу Окракок, чтобы узнать, не видно ли там Тича. Они вернулись через два дня и доложили о том, что там произошло.

### Последняя битва

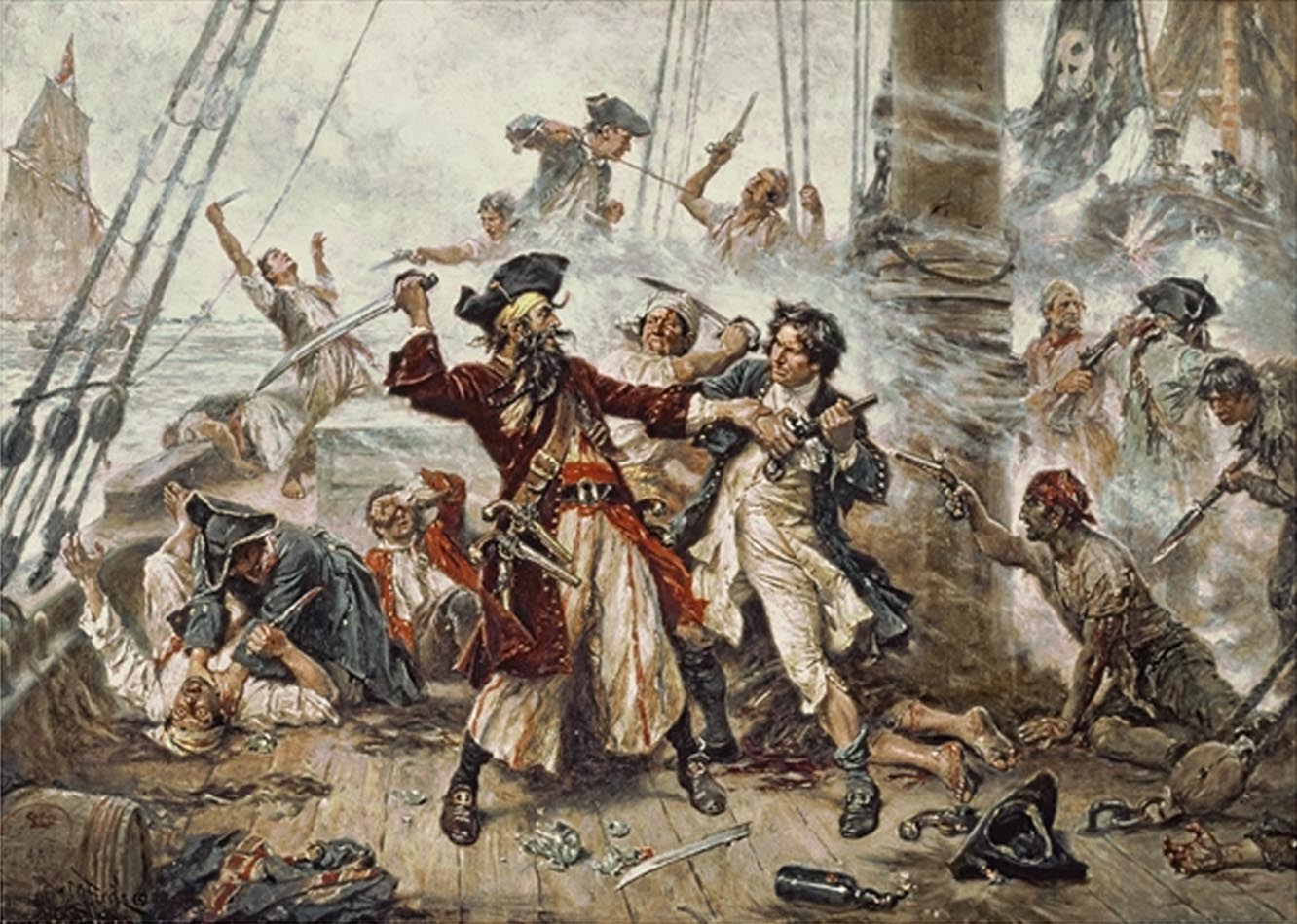
Захват пирата Чёрная Борода, Жан Леон Жером Феррис, 1920

Вечером 21 ноября Мэйнард обнаружил пиратов, стоящих на якоре у внутренней стороны острова Окракок. Он выяснил их местоположение с кораблей, которые останавливал по пути, но, не зная местных каналов и отмелей, решил подождать до следующего утра, чтобы совершить нападение. Он остановил движение в бухте, чтобы никто не узнал о его присутствии, и выставил наблюдателей на обоих шлюпах, чтобы убедиться, что Тич не сможет уйти в море. На другой стороне острова Тич был занят развлечением гостей и не выставил наблюдательный пост. Поскольку Израэль Хэндс был в увольнении в Бате вместе с 24 моряками «Приключения», его команда также была значительно сокращена. Джонсон писал, что у Тича на борту было «не более двадцати пяти человек» и что он «сообщал всем судам, с которыми он разговаривал, что у него сорок человек». Бранд позже сообщил Адмиралтейству что численность команды Тича составляла девятнадцать человек.
На рассвете два шлюпа Мэйнарда вошли в канал, предваряемые небольшой шлюпкой, проводившей зондирование глубины. Разведывательное судно было быстро замечено с «Приключения» и обстреляно, как только оказалось в пределах досягаемости орудий. Пока лодка спешно отступала к «Джейн», Тич приказал обрубить якорный канат «Приключения». Его команда подняла паруса, и «Приключение», маневрируя, направило орудия правого борта на шлюпы Мэйнарда, которые медленно сокращали дистанцию. Хайд переместил «Рейнджер» к левому борту «Джейн», и на каждом судне был поднят британский флаг. Затем «Приключение» повернуло к берегу острова Окракок, направляясь к узкому каналу. Что произошло дальше, точно неизвестно. Джонсон утверждал, что произошла перестрелка из стрелкового оружия, после чего «Приключение» село на мель на песчаной косе, и Мэйнард бросил якорь, а затем облегчил свой корабль, чтобы обойти препятствие. По другой версии, на мель сели и «Джейн» и «Рейнджер», хотя Мэйнард не упоминает об этом в своём журнале.
В конечном счёте «Приключение» навело свои орудия на два корабля и открыло огонь. Бортовой залп был сокрушительным. В одно мгновение Мэйнард потерял около трети своих сил. Около 20 человек на «Джейн» были либо ранены, либо убиты; та же участь постигла 9 человек на «Рейнджере». Хайд погиб, а его второй и третий офицеры либо погибли, либо были тяжело ранены. Его шлюп был так сильно повреждён, что больше не играл никакой роли в атаке. Свидетельства о том, что произошло дальше, противоречивы, но огонь из стрелкового оружия с «Джейн», возможно, перебил кливер «Приключения», в результате чего корабль потерял управление и налетел на песчаную отмель. После ошеломляющей атаки Тича «Джейн» и «Рейнджер» также могли сесть на мель; сражение превратилось гонку за то, кто первым сможет вытащить свой корабль на воду.

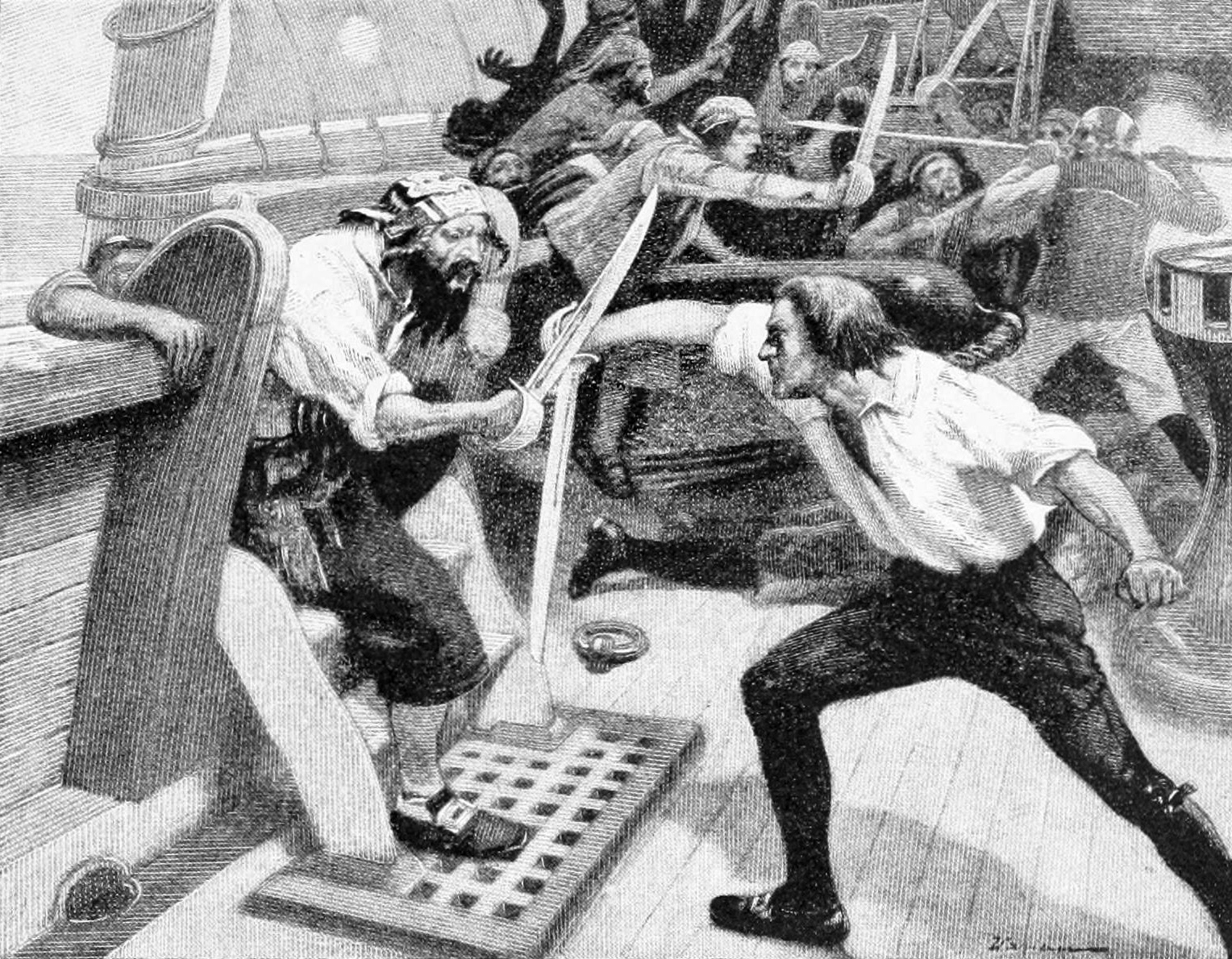
Чёрная Борода берёт на абордаж корабли Мэйнарда, Джордж Эдмунд Вэриан, 1904

Мэйнард в ожидании абордажа спрятал большую часть команды в трюме и приказал им приготовиться к ближнему бою. Тич наблюдал, как расстояние между судами сокращается, и приказал своим людям быть наготове. Абордажные крюки «Приключения» попали в цель, и два судна соприкоснулись друг с другом. Люди Тича, подойдя к шлюпу Мэйнарда, забросали его гранатами, сделанными из бутылок. Когда дым рассеялся, Тич повёл своих людей на борт, и его люди открыли огонь по небольшой группе людей с Мэйнардом на корме.
Остальные люди Мэйнарда с криками и стрельбой выскочили из трюма. План застать врасплох Тича и его команду сработал; пираты были ошеломлены нападением. Тич сплотил своих людей, и две группы сражались на палубе, которая уже была залита кровью тех, кто был убит или ранен пушечными выстрелами Тича. Мэйнард и Тич выстрелили друг в друга из своих кремнёвых ружей, затем отбросили их. Тич выхватил свою абордажную саблю и сумел сломать шпагу Мэйнарда. Пираты были оттеснены к носу судна, что позволило команде «Джейн» окружить Мэйнарда и Тича, которые к тому времени оказались в полной изоляции.
Когда Мэйнард отступил, чтобы снова выстрелить, Тич двинулся на него в атаку, но один из людей Мэйнарда полоснул его по шее. Тяжело раненный, он был атакован и убит ещё несколькими членами команды Мэйнарда. Оставшиеся пираты быстро сдались. Те, кто остался на «Приключении», были захвачены командой «Рейнджера», включая одного, который планировал поджечь крюйт-камеру и взорвать корабль. Список потерь в сражении разнится; Мэйнард сообщил, что погибли 8 его людей и 12 пиратов. Бранд сообщил, что было убито 10 пиратов и 11 человек Мэйнарда. Спотсвуд заявил, что погибли десять пиратов и десять королевских солдат.
Позже Мэйнард осмотрел тело Тича, насчитав пять пулевых и около двадцати сабельных ран. На теле он также нашёл несколько писем, включая письмо от Тобиаса Найта. Труп Тича бросили в залив, а его голову повесили на бушприт шлюпа Мэйнарда, чтобы можно было получить вознаграждение. По возвращении голову Тича установили на столбе у входа в Чесапикский залив как предупреждение другим пиратам и приветствие другим судам.

## Наследие

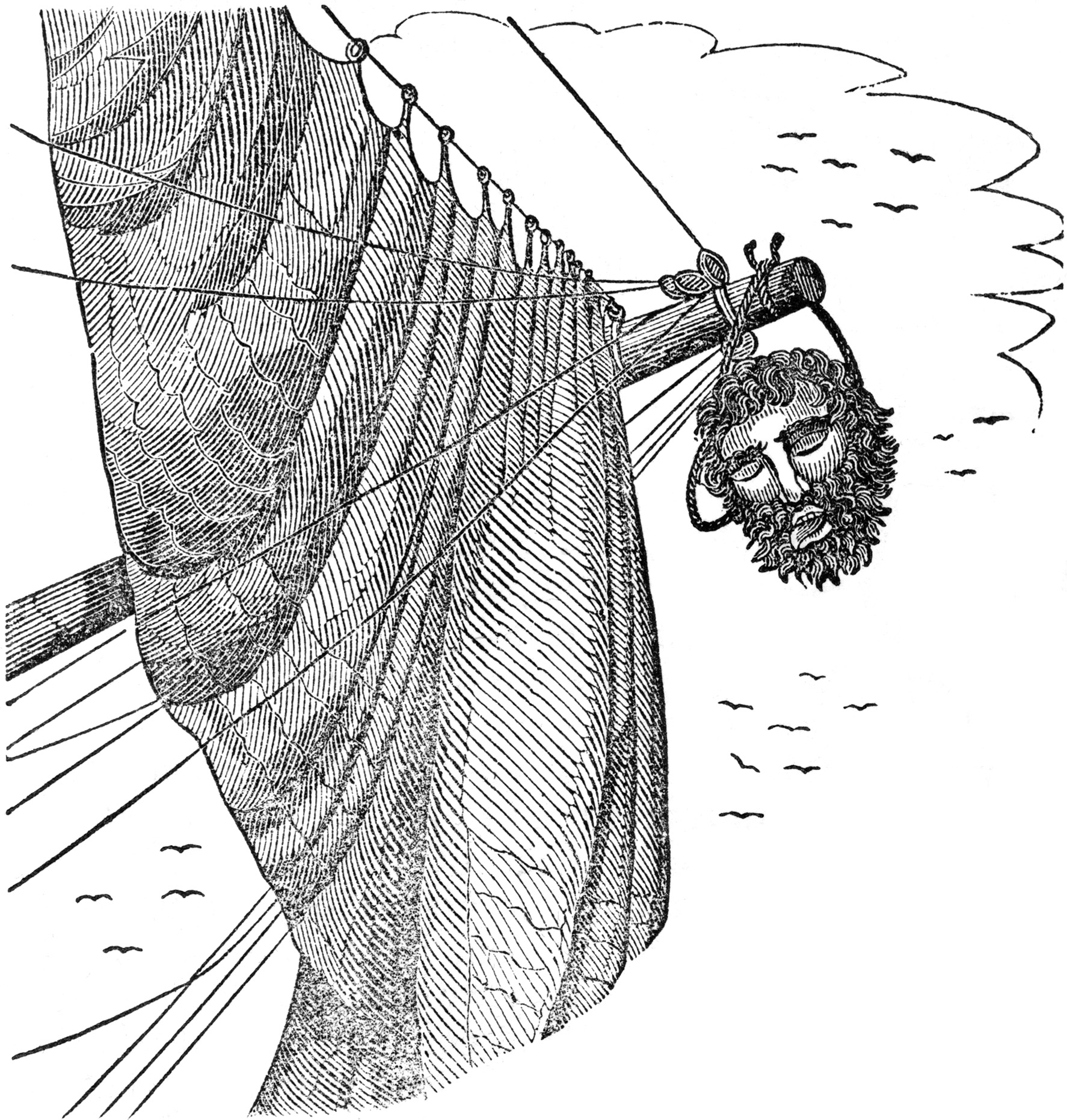
Отрубленная голова Эдварда Тича, висящая на бушприте шлюпа Мэйнарда, как изображено в книге Чарльза Эллеса «The Pirates Own Book» (1837)

Лейтенант Мэйнард оставался в Окракоке ещё несколько дней, производя ремонт и хороня погибших. Добыча Тича — сахар, какао, краситель индиго и хлопок, найденные «в пиратских шлюпах и на берегу в палатке, где стояли шлюпы», были проданы на аукционе вместе с сахаром и хлопком, найденными в амбаре Тобиаса Найта, за 2238 фунтов стерлингов. Губернатор Спотсвуд использовал часть этой суммы для оплаты всей операции. Призовая сумма за захват Тича должна была составить около 400 фунтов стерлингов, но она была разделена между экипажами «Лайма» и «Жемчужины». Поскольку капитан Бранд и его солдаты не участвовали в борьбе, Мэйнард посчитал это крайне несправедливым. Однако он потерял большую часть поддержки, когда выяснилось, что он и его команда присвоили себе около 90 фунтов стерлингов из добычи Тича. Награда обеим группам не выплачивалась ещё четыре года, и, несмотря на храбрость Мэйнарда, его не повысили в звании, и он остался в безвестности.
Остальные члены команды Тича и его бывшие сообщники были задержаны Брандом в Бате и доставлены в Уильямсберг, колония Виргиния, где их заключили в тюрьму по обвинению в пиратстве. Пять из арестованных были чернокожими, и Спотсвуд запросил у совета мнение о том, следует ли их судить на тех же основаниях, что и белых пиратов, или их статус предполагает особое рассмотрение. Несмотря на это, 12 марта 1719 года всех задержанных судили по адмиралтейскому праву в здании Капитолия в Уильямсберге. Никаких записей о судебном процессе того дня не сохранилось, но 14 из 16 обвиняемых были признаны виновными. Из оставшихся двоих один доказал, что принял участие в бою по необходимости, поскольку накануне вечером был на корабле Тича только как гость на пирушке, а не как пират. Другой, Израэль Хэндс, не присутствовал в бою, восстанавливая своё здоровье в Бате после пулевого ранения. Он утверждал, что во время более ранней попойки Тич ранил его в колено, и что на него все ещё распространяется королевское помилование. Оставшиеся пираты были повешены, а затем оставлены гнить на гиббетах вдоль дороги Капитол-Лэндинг-Роуд.
Вторжение Спотсвуда в Северную Каролину поставило губернатора Идена в затруднительное положение. Сам Спотсвуд отрицал свою причастность к захвату. Оправдывая свои действия в письме к лорду Картерету, одному из лордов-собственников Каролины, он указывал на возможную выгоду от продажи захваченного имущества и напоминал графу о виргинцах, погибших при защите его интересов. Необходимость секретности операции Спотсвуд объяснял тем, что Иден «никак не мог способствовать успеху замысла», и заявлял Идену, что полномочия на поимку пиратов он получил от короля. Идена жёстко критиковали за связи с Тичем и обвиняли в пособничестве ему. Критикуя Идена, Спотсвуд стремился укрепить легитимность своего вторжения. Писатель Ли в своей книге заключает, что хотя Спотсвуд мог считать, что цель оправдывает средства, у него не было законных полномочий вторгаться в Северную Каролину, арестовывать пиратов и конфисковывать и продавать с аукциона их имущество.
Поскольку Спотсвуд также обвинил Тобиаса Найта в сговоре с Тичем, 4 апреля 1719 года Иден распорядился допросить Найта. Израэль Хэндс несколькими неделями ранее показал, что в августе 1718 года Найт находился на борту «Приключения», вскоре после того, как Тич привёл французский корабль в Северную Каролину в качестве трофея. Четверо пиратов свидетельствовали, что вместе с Тичем они посещали дом Найта, чтобы преподнести ему подарки. Эти показания и письмо, найденное Мэйнардом на теле Тича, выглядели убедительными, однако Найт провёл свою защиту умело. Несмотря на тяжёлую болезнь и близость к смерти, он поставил под сомнение надёжность свидетелей Спотсвуда. Он утверждал, что Израэль Хэндс давал показания под принуждением, а второй свидетель, будучи африканцем, не имел права свидетельствовать по законам Северной Каролины. Сахар, по его словам, хранился в его доме на законных основаниях, а Тич посещал его исключительно по делам, связанным с его официальными обязанностями. Комиссия признала Найта невиновным по всем обвинениям. Он скончался позднее в том же году.
Иден был раздосадован тем, что обвинения против Найта были выдвинуты в ходе судебного процесса, в котором он не принимал участия. Товары, конфискованные Брандом, официально являлись собственностью Северной Каролины, и Иден считал его вором. Спор между колониями продолжался вплоть до смерти Идена 17 марта 1722 года. В своём завещании он указал в качестве наследника Джона Холлоуэя — одного из противников Спотсвуда. В том же году убедили вмешаться Роберта Уолпола, что привело к отставке Спотсвуда, который на протяжении многих лет вёл борьбу со своими недругами в Палате бюргеров и совете. Его преемником был назначен Хью Драйсдейл.

## Современные взгляды

Известно, что Тич использовал чёрные флаги с черепами и «кровавые флаги», которые должны были устрашать его врагов. Тем не менее Флаг Чёрной Бороды, который обычно приписывают Чёрной Бороде (на илл.), изображающий рогатый скелет, пронзающий сердце и поднимающий тост за дьявола, вероятно, никогда не использовался им на самом деле. Впервые флаг был упомянут в 1912 году в газете Mariners' Mirrors, где также ошибочно приписывался пирату Джону Квелчу.

Официальные взгляды на пиратов иногда сильно отличались от взглядов современников-писателей, которые часто описывали своих персонажей как отъявленных морских разбойников. Каперы, ставшие пиратами, обычно рассматривались английским правительством как резервные военно-морские силы, и иногда получали активное поощрение; ещё в 1581 году Фрэнсис Дрейк был посвящён в рыцари королевой Елизаветой, когда вернулся в Англию из кругосветной экспедиции с добычей, стоимость которой оценивалась в 1 500 000 фунтов стерлингов. Королевские помилования выдавались регулярно, обычно когда Англия находилась на грани войны, а общественное мнение о пиратах часто было благосклонным, некоторые считали их сродни покровителям. Экономист Питер Лисон считает, что пираты, как правило, были проницательными бизнесменами, далёкими от современного романтизированного представления о них как о варварах.
После высадки Вудса Роджерса в 1718 году на Нью-Провиденс и ликвидации пиратской республики, пиратство в Вест-Индии пришло в окончательный упадок. Не имея легкодоступного места для сбыта краденого, пираты вынуждены были довольствоваться минимальным заработком, а после почти столетней морской войны между британцами, французами и испанцами, во время которой моряки могли найти себе лёгкую работу, одинокие каперы оказались в меньшинстве по сравнению с мощными кораблями, которые Британская империя использовала для защиты своих торговых флотов. Популярность работорговли помогла положить конец фронтиру Вест-Индии, и в этих условиях пиратство уже не могло процветать так, как раньше.
После окончания так называемого золотого века пиратства Тич и его деяния стали предметом легенд, послужили основой для создания книг, фильмов и аттракционов. Многое из того, что известно о нём, основывается на книге Чарльза Джонсона «Всеобщая история грабежей и смертоубийств, учинённых самыми знаменитыми пиратами», опубликованной в Великобритании в 1724 году. Джонсон был признанным авторитетом в области пиратов своего времени, его описания таких фигур, как Энн Бонни и Мэри Рид, в течение многих лет были обязательным чтением для тех, кто интересовался этой темой. Читатели были в восторге от его рассказов, и вскоре было опубликовано второе издание, хотя писатель Ангус Констам подозревает, что записи Джонсона о Чёрной Бороде были «немного приукрашены, чтобы сделать историю более сенсационной». Однако «Всеобщая история», как правило, считается надёжным источником. Возможно, Джонсон был вымышленным псевдонимом. Поскольку рассказы Джонсона подтверждаются личными и официальными депешами, писатель Ли считает, что, кем бы он ни был, он имел определённый доступ к официальной переписке. Констам рассуждает дальше, предполагая, что Джонсон мог быть либо английским драматургом Чарльзом Джонсоном, либо британским издателем Чарльзом Ривингтоном, либо писателем Даниэлем Дефо. В своей работе 1951 года «Великие дни пиратства» писатель Джордж Вудбери написал, что Джонсон — «явно псевдоним», и «нельзя не подозревать, что он, возможно, сам был пиратом».
Несмотря на свою дурную славу, Тич был не самым успешным из пиратов. Генри Эвери отошёл от дел богатым человеком, а Бартоломью Робертсу досталась сумма, в пять раз превышающая ту, которую награбил Тич. Охотники за сокровищами долгое время усердно искали следы его предполагаемых запасов золота и серебра, однако ничего из найденного в многочисленных исследованных местах вдоль восточного побережья США не было связано с ним. Некоторые легенды утверждают, что пираты часто убивали пленника на месте, где зарывали свою добычу, и в этих историях Тич не является исключением. То, что никаких находок не было обнаружено, не является чем-то особенным; зарытые пиратские сокровища часто считаются современным мифом, для которого не существует почти никаких подтверждающих доказательств. В имеющихся документах нет ничего, указывающего на то, что захоронение сокровищ было распространённой практикой, за исключением фантазий авторов вымышленных произведений вроде «Острова сокровищ». Подобные клады предполагают наличие состоятельного владельца, а их предполагаемое существование игнорирует структуру командования на пиратском судне, где команда служила за долю в прибыли. Единственным известным пиратом, когда-либо зарывавшим сокровища, был Уильям Кидд, а единственное сокровище, найденное в результате исследования деяний Тича, было поднято с обломков найденного в 1996 году судна, предположительно являющегося «Местью королевы Анны». По состоянию на 2009 год на месте крушения было найдено более 250 000 артефактов, и некоторые из них выставлены на всеобщее обозрение в Морском музее Северной Каролины.
О призраке Тича существуют различные суеверные истории. Необъяснимые огни в море часто называют «светом Тича», а некоторые истории утверждают, что пират теперь бродит по загробному миру в поисках своей головы, боясь, что без неё его не узнают друзья и дьявол. В Северной Каролине ходит слух, что череп Тича был использован в качестве основы для серебряной чаши для питья; местный судья даже утверждал, что пил из неё однажды вечером в 1930-х годах.
Образ Чёрной Бороды представлен в нескольких кинематографических работах. В фильме 1952 года «Пират Чёрная Борода» его роль исполнил Роберт Ньютон, уроженец Западной Англии, чей гипертрофированный акцент Уэст-Кантри считается источником стереотипного «пиратского говора». Другие киноверсии включают «Призрак Чёрной Бороды», «Чёрная Борода: Террор на море» и мини-сериал «Чёрная Борода» производства телеканала Hallmark. Параллели также отмечались между описанием Чёрной Бороды у Джонсона и образом капитана Джека Воробья в приключенческом фильме «Пираты Карибского моря: Проклятие Чёрной жемчужины» (2003). В картине «Пираты Карибского моря: На странных берегах» (2011) Эдвард Тич, в исполнении британского актёра Иэна Макшейна, является главным антагонистом. В телесериалах образ пирата воплотили Джон Малкович в «Череп и кости», Рэй Стивенсон в третьем и четвёртом сезонах «Чёрных парусов» и Тайка Вайтити в сериале «Наш флаг означает смерть».

## Комментарии
1. ↑  Констам (2007) считает, что это маловероятно, и что пираты почти наверняка «дразнили пленника небылицами»[28].
2. ↑  Кроме упоминания этих других кораблей Босток также сообщил, что Тич намеревался найти капитана Пинкентама и неоднократно спрашивал о нем. Тич так и не нашёл Пинкентама, вместо него его поймал пират по имени Гриннуэй[англ.][29].
3. ↑  Ли (1974) описывает эти фитили как «сделанные из пенькового шнура толщиной с карандаш и вымоченные в растворе селитры и известковой воды»[34]
4. ↑  По крайней мере, для Тича эта политика принесла свои плоды. По словам историка Ангуса Констама, до последней битвы Тич не убил ни одного человека[37]. По мнению изучавшего пиратов экономиста Чикагского университета Питера Лисона, в этом у него не было необходимости[38].
5. ↑  Разница между этими флагами в том, что пираты вначале подходили к атакуемым кораблям под чёрным флагом, так называемым «Весёлым Роджером», и предлагали сдаться. При добровольной сдаче корабль и его экипаж оставлялись целыми, и забирался только ценный груз. Если корабль решал сопротивляться, то «Весёлый Роджер» спускался и поднимался красный флаг, означавший, что пираты намерены захватить корабль силой и будут убивать без пощады[48].
6. ↑  Возможно, баркас «Мести королевы Анны»[56].
7. ↑  Захваченная «Месть» позже была включена в состав флота кораблей под командованием губернатора Южной Каролины. Флот совершил яростную атаку на группу пиратов у входа в гавань Чарльз-Тауна, в результате чего в течение месяца были казнены 49 пиратов. Их тела были вывешены на гиббетах[англ.] возле Уайт-Пойнта[57].
8. ↑  Колониальные губернаторы получили право судить пиратов за пределами Англии по прокламации Вильгельма III в 1702 году, но срок её действия истёк, и Спотсвуд получил новую прокламацию Георга I только в декабре 1718 года[73].
9. ↑  «Жемчужина» и «Лайм» были слишком большого водоизмещения и поэтому не могли пройти по песчаным отмелям вокруг Окракока[80].
10. ↑  Констам (2007) предполагает, что, находясь в заключении, Хэндс был информатором Спотсвуда[102].
11. ↑  Среди многих сомнительных «фактов» в рассказе Джонсона — встреча между Тичем и кораблём «Скарборо» (англ. HMS Scarborough)[118]. Ни в бортовом журнале «Скарборо», ни в письмах его капитана не упоминается о такой встрече; историк Колин Вудард считает, что Джонсон спутал и объединил два реальных события: сражение «Скарборо» с бандой Джона Мартела и близкую встречу Чёрной Бороды с другим военным кораблём, «Сифорд» (англ. HMS Seaford)[119].